# Potamobates
Potamobates is een geslacht van wantsen uit de familie van de Gerridae (schaatsenrijders). Het geslacht werd voor het eerst wetenschappelijk beschreven door Champion in 1898.

## Soorten
Het genus bevat de volgende soorten:

- Potamobates anchicaya J.Polhemus & D.Polhemus, 1995
- Potamobates bidentatus Champion, 1898
- Potamobates bilobulatus Morales-C. et al., 2013
- Potamobates carvalhoi J.Polhemus & D.Polhemus, 1995
- Potamobates horvathi Esaki, 1926
- Potamobates manzanoae J.Polhemus & D.Polhemus, 1995
- Potamobates osborni Drake & Harris, 1928
- Potamobates peruvianus Hungerford, 1936
- Potamobates shuar Buzzetti, 2006
- Potamobates spiculus J. T. & D. A. Polhemus, 1983
- Potamobates sumaco Cognato, 1998
- Potamobates thomasi Hungerford, 1937
- Potamobates tridentatus Esaki, 1926
- Potamobates tumaquensis Padilla-Gil & Damgaard, 2011
- Potamobates unidentatus Champion, 1898
- Potamobates variabilis Hungerford, 1938
- Potamobates vivatus Drake & Roze, 1954
- Potamobates williamsi (Hungerford, 1932)
- Potamobates woytkowskii Hungerford, 1937